# بلوار سن-میشل
بلوار سن-میشل (انگلیسی: Boulevard Saint-Michel) یک خیابان در شهر پاریس است.
این خیابان که در سال ۱۸۵۵ ساخته شده در محله لاتن قرار دارد و دارای ۱٬۳۸۰ متر طول است، در بلوار سن-میشل ساختمان‌های مهمی همچون مدرسه عالی ملی معدن پاریس، منطقه دانشگاهی سوربن، لیسه سن-لوئی و موزه کلونی – موزه ملی قرون وسطی در آن قرار دارد.

## نگارخانه

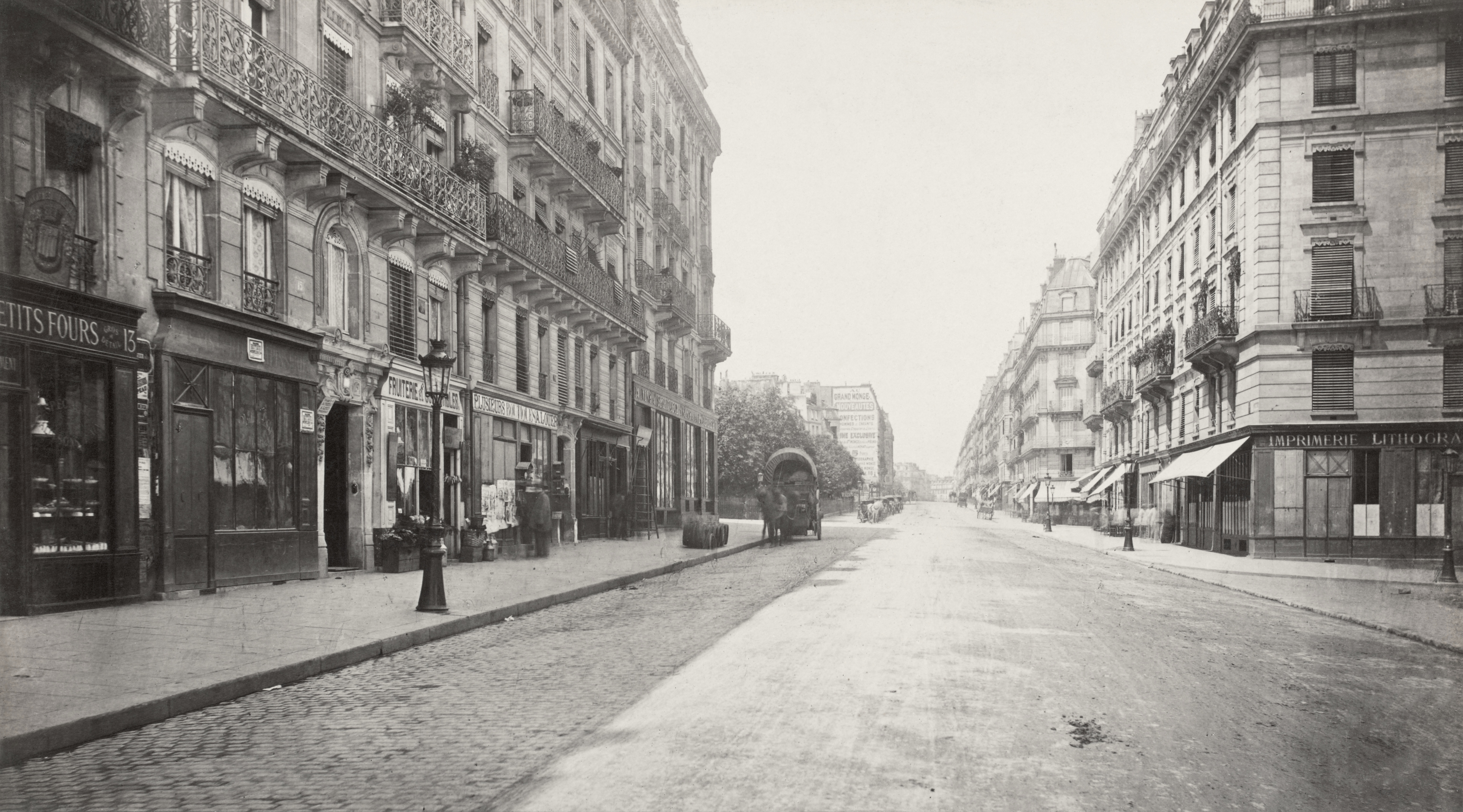
حوالی ۱۸۵۳–۷۰
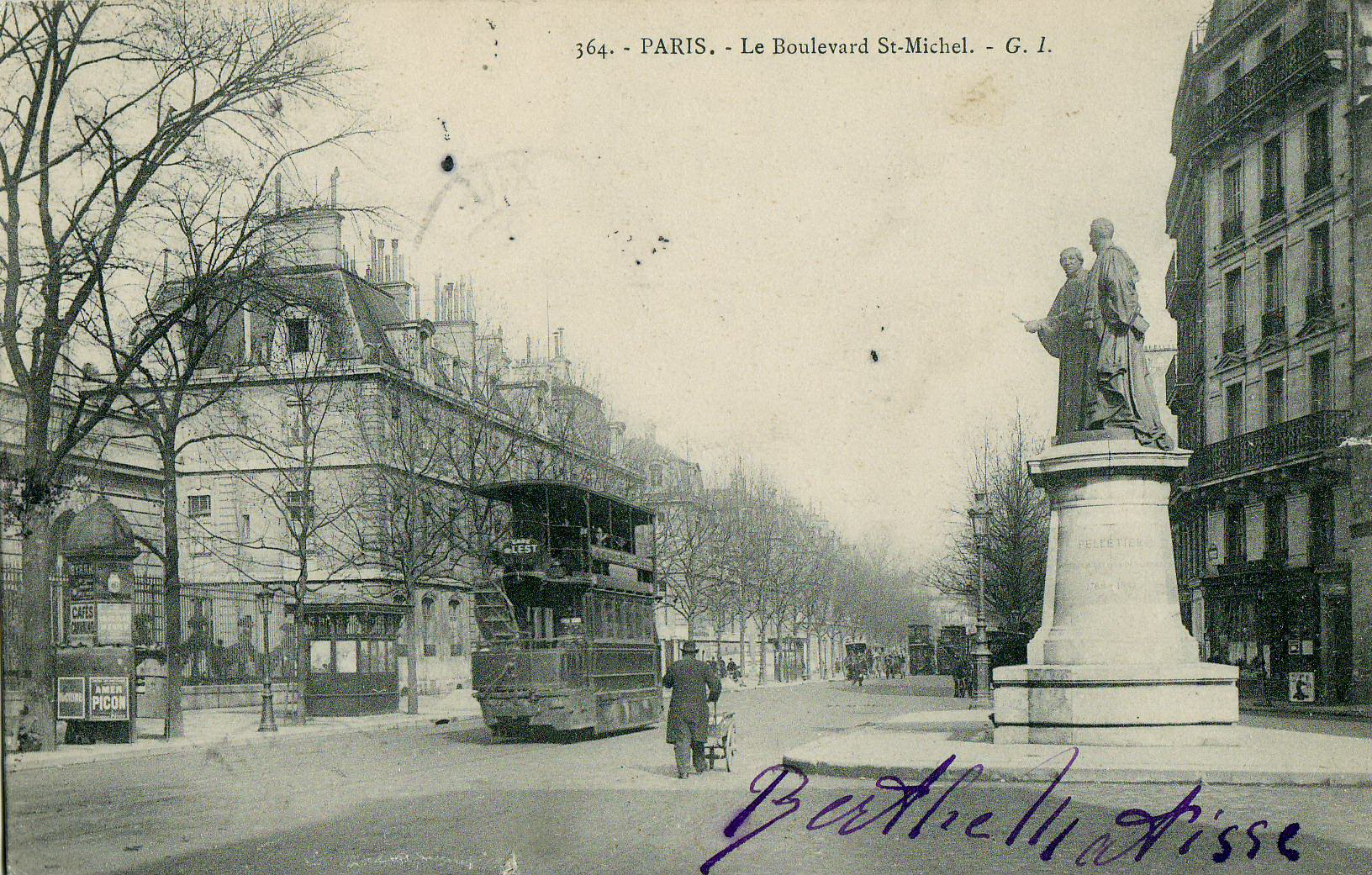
۱۹۰۴
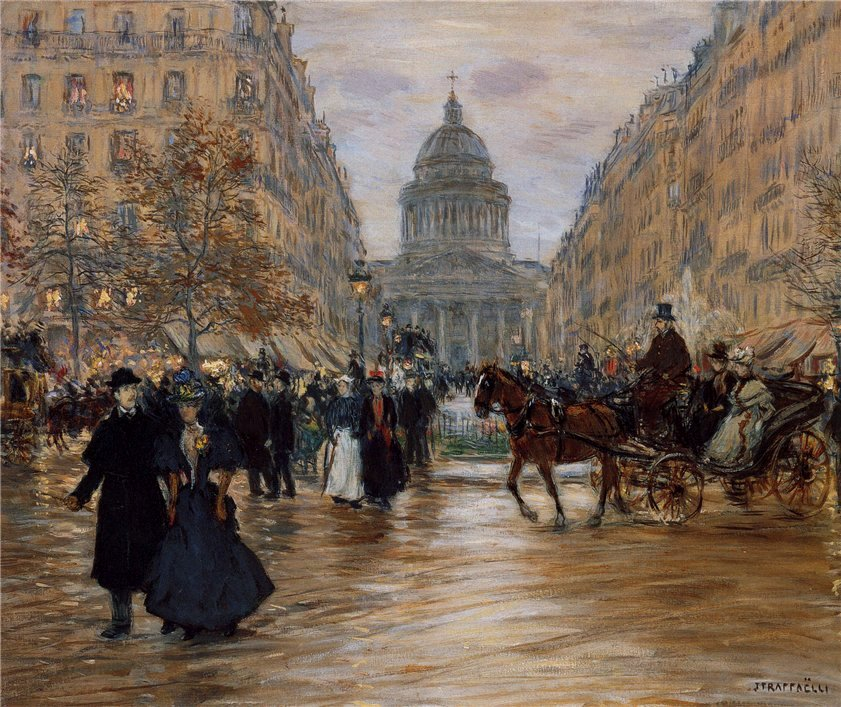
۱۹۱۸
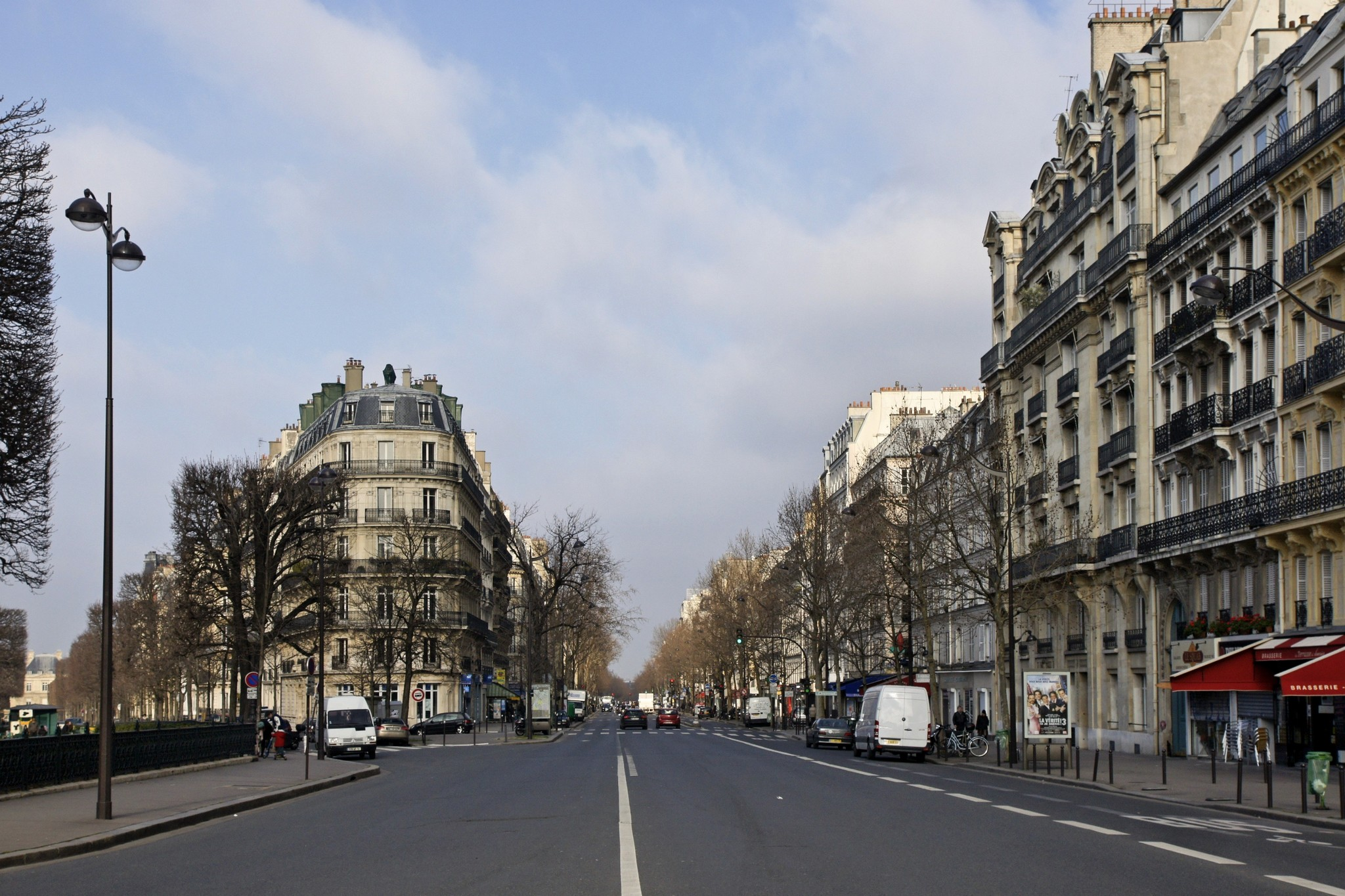
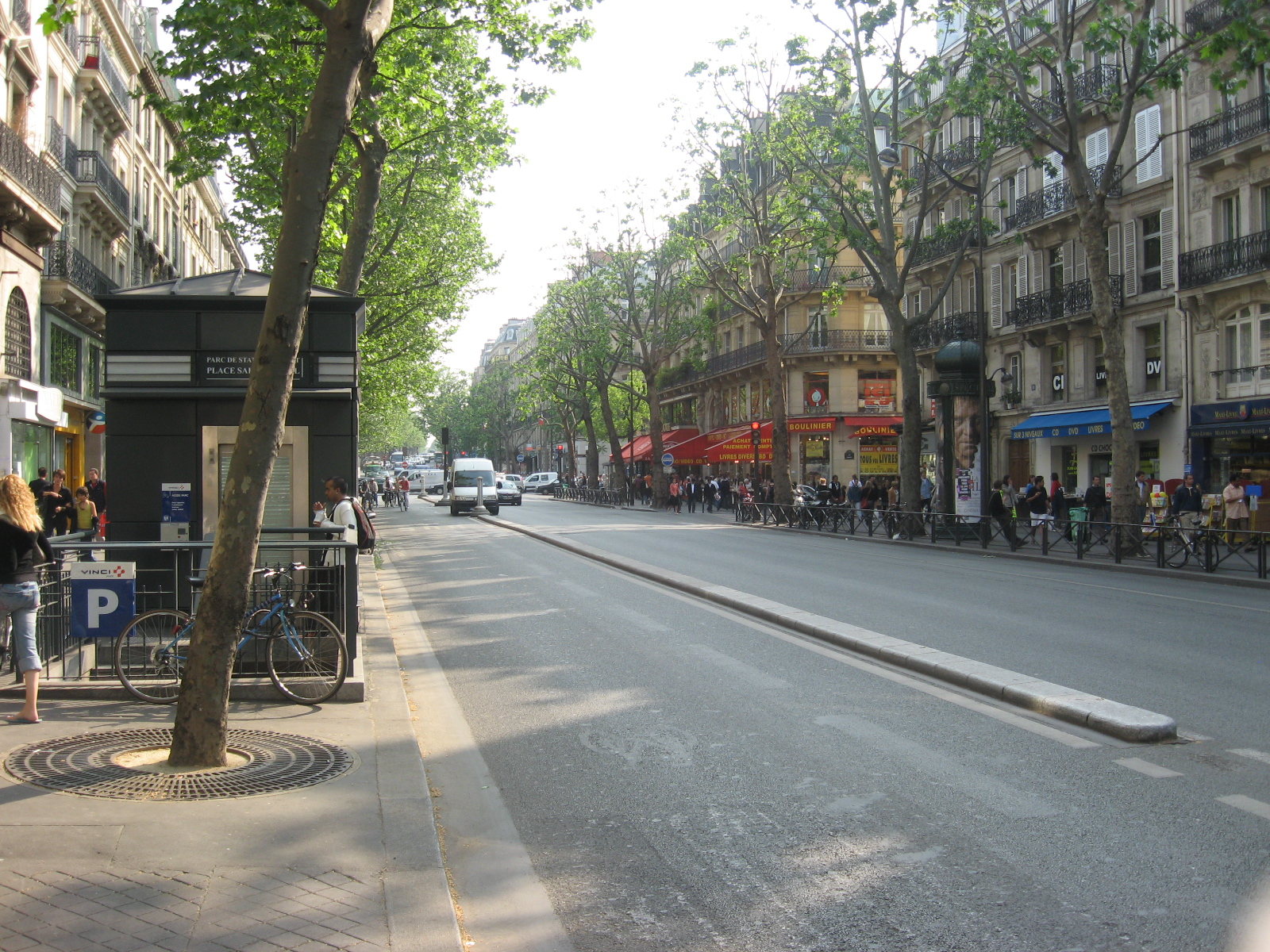
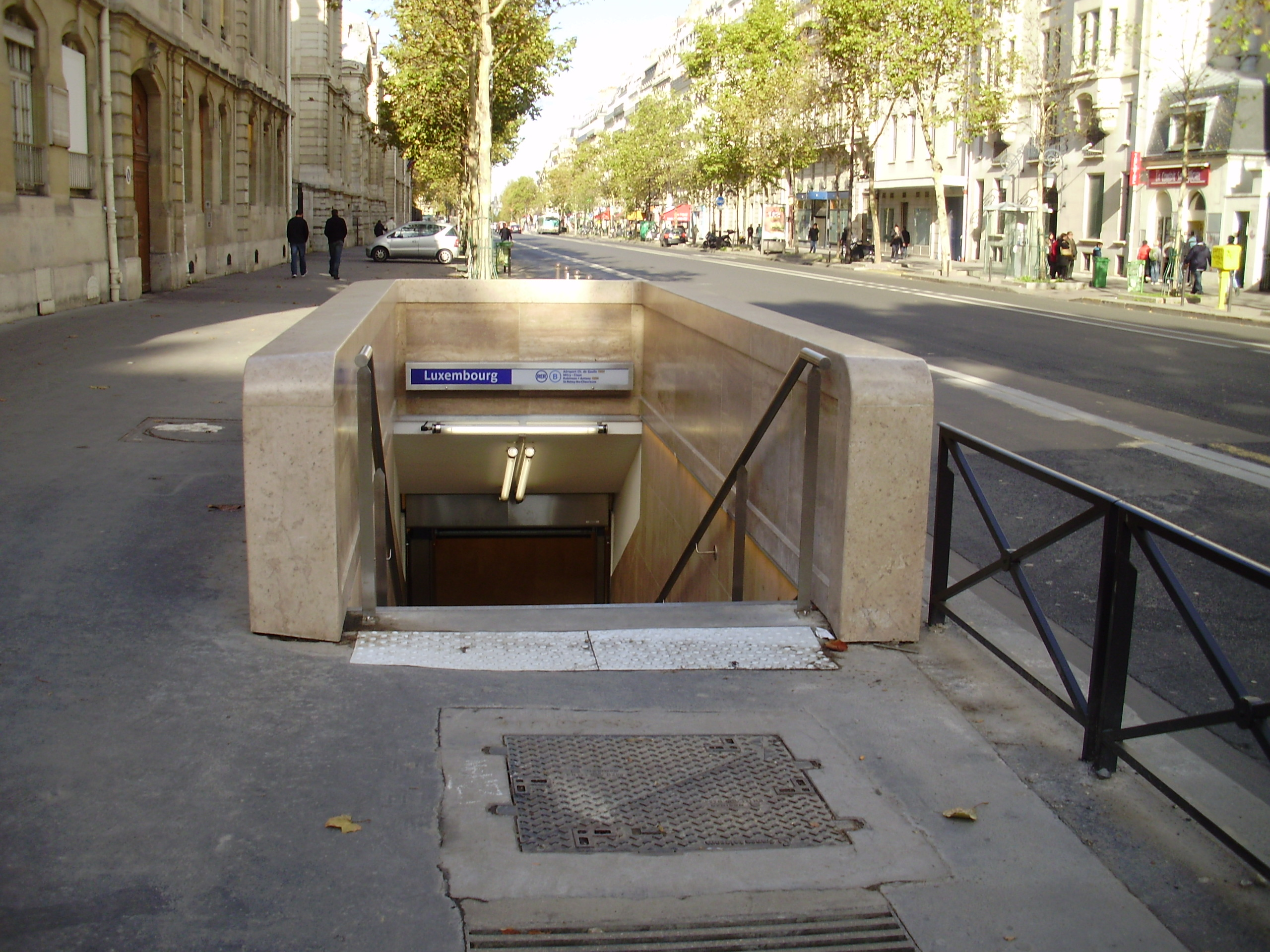
ورودی ایستگاه متروی لوکزامبورگ
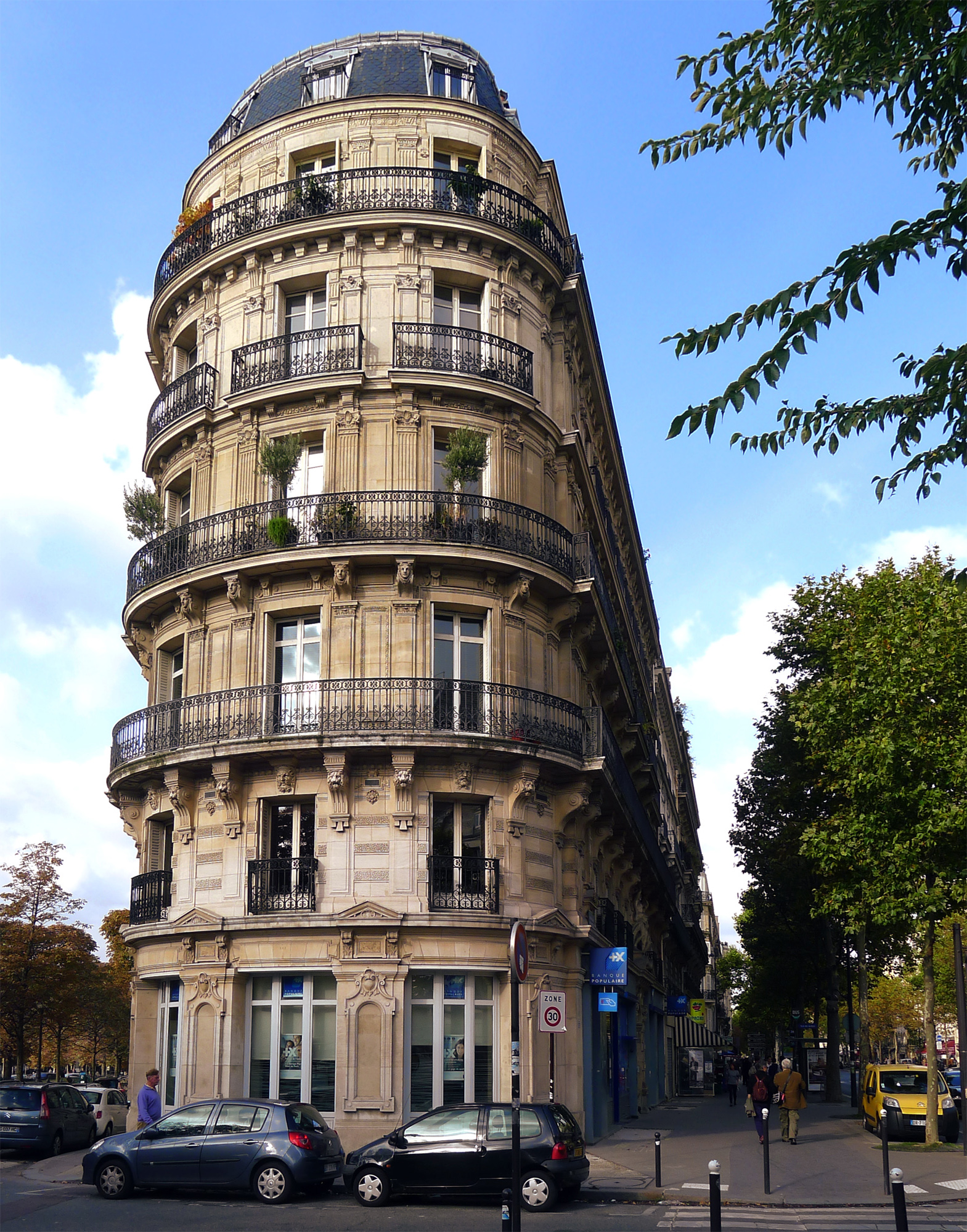
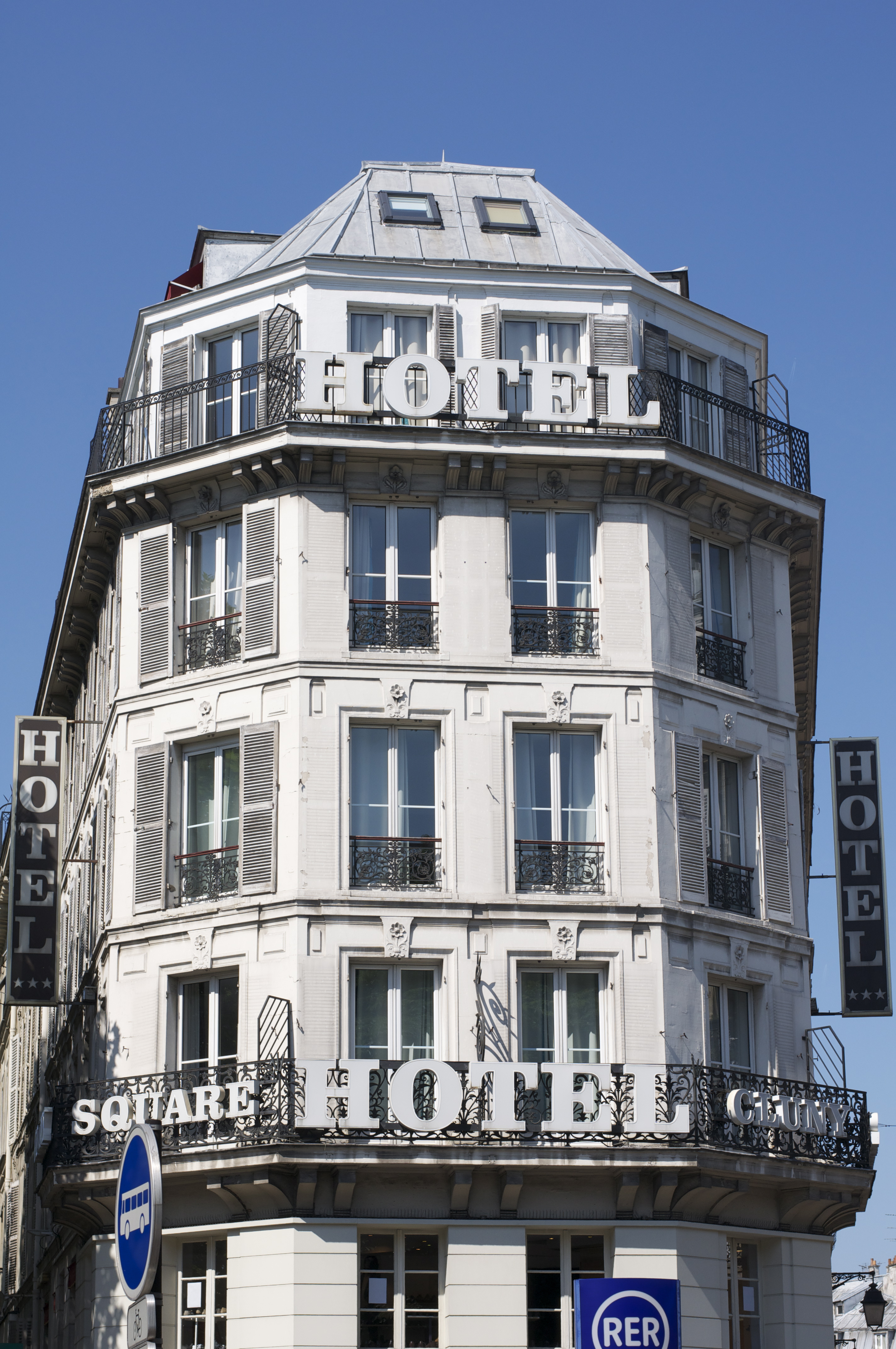
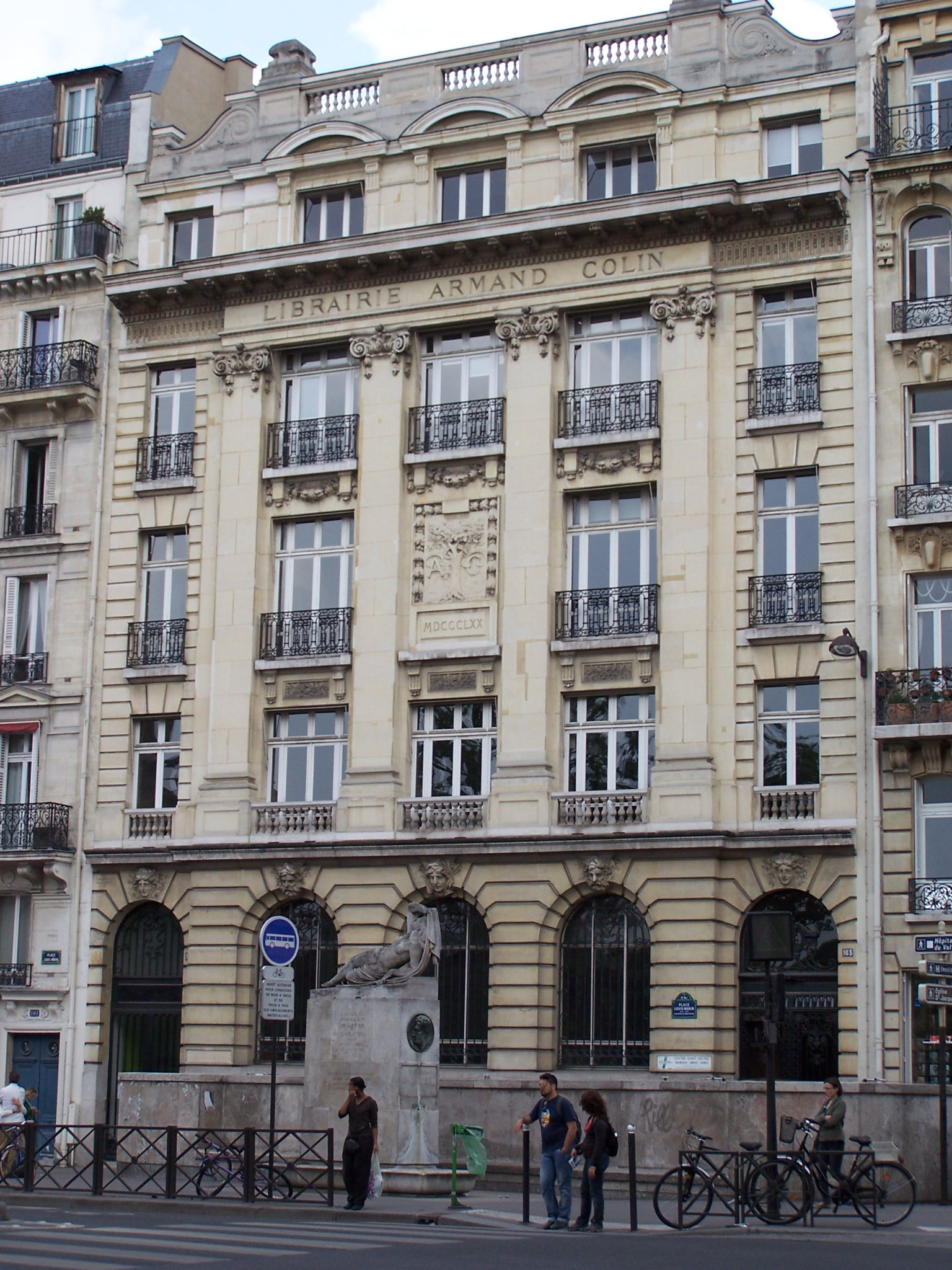
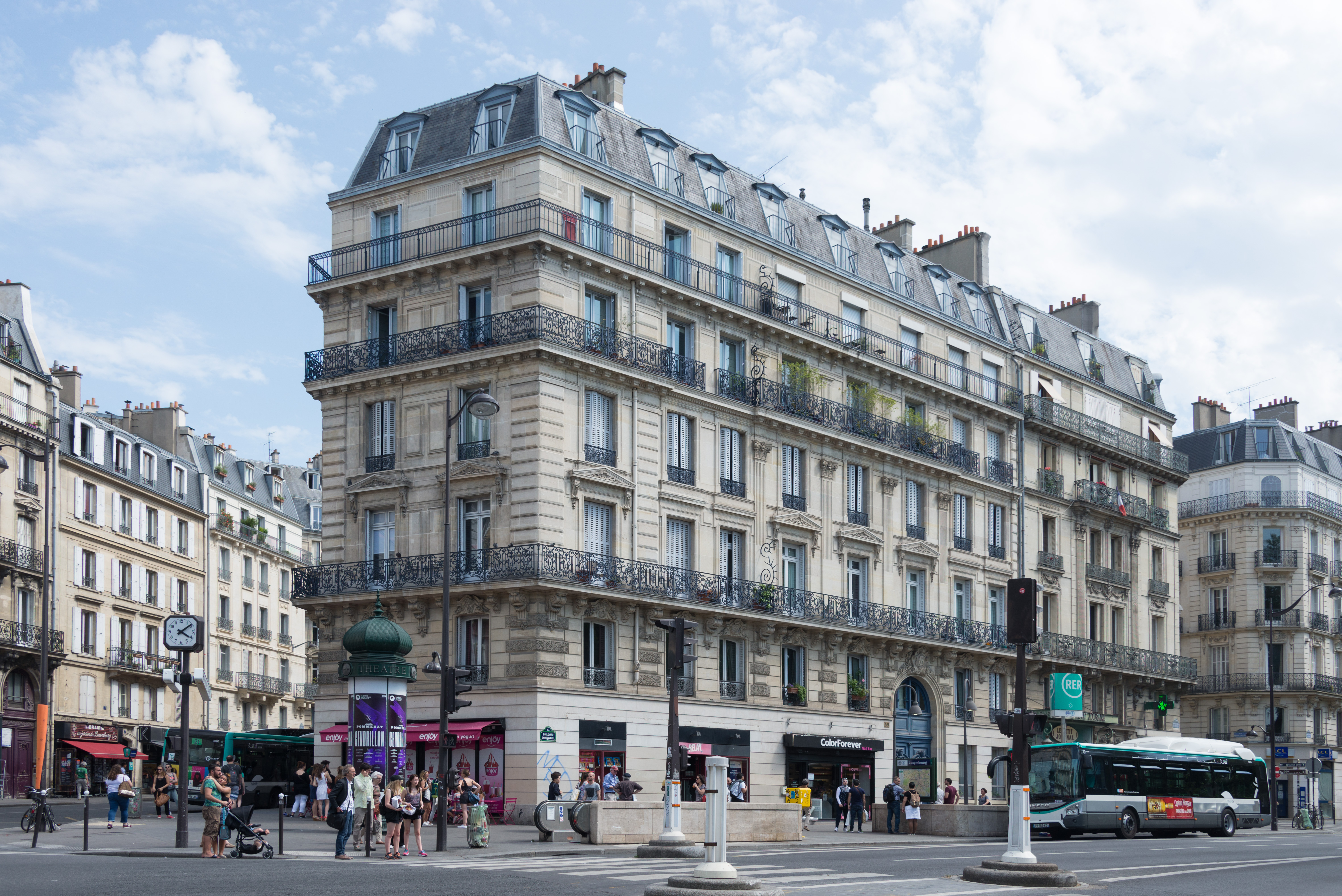